# Ayla Kell
Ayla Marie Kell  (* 7. Oktober 1990 in Los Angeles, Kalifornien) ist eine US-amerikanische Schauspielerin und Tänzerin.

## Leben und Karriere
Ayla Kell begann mit vier Jahren mit der Schauspielerei auf der Bühne in Los Angeles mit der Inszenierung von Madame Butterfly. Später studierte sie Ballett. Sie tanzte mit dem American Ballet Theatre am Kodak Theatre in Hollywood, Kalifornien. Insgesamt hatte sie ungefähr 15 Jahre Ballettunterricht nach dem Lehrplan der Royal Academy of Dance an der Los Angeles Academy of Dance. Sie war eine Tänzerin bei Valentio's International Carousel in Tokio. Des Weiteren trat sie in vielen Werbespots, unter anderem für Sony und Pringles auf. Ihre erste Hauptrolle spielte sie 1997 als Barbara Mandrell in Get to the Heart: The Barbara Mandrell Story. Von 2009 bis 2012 war sie eine der Hauptdarstellerinnen in Make It or Break It.

## Filmografie (Auswahl)
- 1997: Get to the Heart: The Barbara Mandrell Story
- 1999: The Omega Code
- 2004: Malcolm mittendrin (Malcolm in the Middle, Fernsehserie, Folge 5x19)
- 2005: Volltreffer – Ein Supercoach greift durch (Rebound)
- 2005: Weeds – Kleine Deals unter Nachbarn (Weeds, Fernsehserie, Folge 1x05)
- 2007: Without a Trace – Spurlos verschwunden (Without a Trace, Fernsehserie, Folge 5x22)
- 2008: Inside Hollywood (What Just Happened)
- 2008: Just Jordan (Fernsehserie, Folge 2x122)
- 2008: CSI: Miami (Fernsehserie, Folge 7x03)
- 2009: Leverage (Fernsehserie, Folge 4x10)
- 2009: Defeat the Label
- 2009–2012: Make It or Break It (Fernsehserie, 48 Folgen)
- 2013: Missing at 17 (Fernsehfilm)
- 2014: SnakeHead Swamp (Fernsehfilm)
- 2015: Melissa & Joey (Fernsehserie, 2 Folgen)
- 2015: Walt Before Mickey
- 2015: Rosemont
- 2017: Sable
- 2017: The Adventures of Hooligan Squad in World War III (Fernsehfilm)
- 2020: Adverse